# Gheorghe Papuc
Gheorghe Papuc (n. 6 mai 1954, Frăsinești, raionul Ungheni) este un general de poliție și politician din Republica Moldova, care a îndeplinit funcția de ministru al afacerilor interne (2002 - 2008, 2008 - 2009).

## Cariera profesională
Gheorghe Papuc s-a născut la data de 6 mai 1954, în satul Frăsinești din raionul Ungheni (Republica Moldova). După absolvirea școlii medii în anul 1971 este înrolat în cadrul forțelor armate ale Uniunii Sovietice (URSS).
În anul 1978 a absolvit Școala Superioară Militară de conducere “F.E.Dzerjinski” din orașul Saratov (Rusia). Ulterior absolvă și cursurile Institutului de economie, politică și drept din capitala Rusiei, Moscova, precum și Institutul Juridic al Ministerului Afacerilor Interne al Federației Ruse din orașul Tașkent (absolvit în 1992).
După absolvirea Școlii Superioare Militare din orașul Saratov, își începe activitatea profesională în funcția de comandant de pluton al Regimentului 583 de Escortă al Ministerului Afacerilor Interne a Uniunii Sovietice (URSS). Ulterior deține funcțiile de adjunct al comandantului de companie al Regimentului de Escortă, comandant de companie, apoi ajutor superior al șefului statului major al Regimentului 583 de Escortă al MAI al fostei URSS.
În perioada 1989-1992 a exercitat funcția de șef al secției de front a cursurilor superioare al Ministerului Afacerilor Interne a fostei URSS.
În perioada anilor 1992-1997 deține funcții de conducere în Ministerul Afacerilor Interne a Republicii Moldova: detașat în calitate de comandant al Batalionului separat cu destinație specială al MAI din Republica Autonomă Cabardino-Balcaria (din nordul Caucazului); apoi șef al direcției operative; adjunct al șefului direcției de pază; șeful secției instituțiilor penitenciare. Din anul 1997 este detașat la dispoziția Ministerului Afacerilor Interne al Republicii Moldova și confirmat în funcția de comandant al Brigăzii de Poliție cu Destinație Specială “Fulger".

## Ministru al afacerilor interne
La 27 februarie 2002, colonelul Gheorghe Papuc este numit în funcția de ministru al afacerilor interne  al Republicii Moldova, printr-un Decret al Președintelui Republicii Moldova, Vladimir Voronin. La 10 noiembrie 2002, ministrul de Interne, Gheorghe Papuc, a fost avansat prin decret prezidențial, la gradul special de general-maior de poliție. Apoi, la 30 martie 2005, Gheorghe Papuc a fost înaintat la gradul special de general-locotenent de poliție.
În baza votului de încredere acordat de Parlament, prin Decretul Președintelui Republicii Moldova, Vladimir Voronin, din 19 aprilie 2005, este numit în funcția de ministru al afacerilor interne în al doilea cabinet al lui Vasile Tarlev.
La data de 31 martie 2008, în ultima zi a guvernului condus de Vasile Tarlev, ministrul moldovean de Interne în exercițiu, Gheorghe Papuc, a fost plasat în arest la domiciliu, fiind suspectat de implicare în trafic de narcotice, după cum au anunțat agențiile ruse de știri Novîi Region și Interfax. Cu două zile mai înainte, au fost arestați mai mulți funcționari de rang înalt din cadrul Ministerului de Interne al Republicii Moldova, fiind suspectați de trafic de droguri, informează Novîi Region. Se pare, că potrivit unor surse din cadrul Serviciului de Informații și Securitate (SIS) al Republicii Moldova, ancheta a condus până la ministrul de Interne Gheorghe Papuc. În săptămâna anterioară, Poliția moldoveană a anunțat cea mai mare captură de droguri din istoria Republicii Moldova: 200 de kilograme de heroină, în valoare de zece milioane de euro, provenită din Afganistan și destinată Europei de Vest.
Gheorghe Papuc nu a mai fost confirmat în funcția de ministru în noul guvern format la 31 martie 2008 de Zinaida Greceanîi. Totuși, după ce prin decret prezidențial noul ministru Valentin Mejinschi a fost avansat la funcția de vicepremier pe probleme de corupție și combatere a traficului de ființe, în baza unui Decretul al  Președintelui Republicii Moldova din data de 27 octombrie 2008, generalul Gheorghe Papuc a revenit în funcția de ministru al afacerilor interne .
Gheorghe Papuc este căsătorit și are trei copii. Deține cetățenia Federației Ruse.

## Controverse
Din anul 1997 și până în prezent, Gheorghe Papuc a fost acuzat de către presa de opoziție din Republica Moldova de mai multe încălcări ale legislației și de acțiuni imorale, cum ar fi corupție, delapidare, fraudă, deturnare de fonduri etc. Printre aceste acuze aduse lui Gheorghe Papuc menționăm următoarele:
- Majorări neîntemeiate de salarii în calitatea sa de comandant al Brigăzii de Poliție cu Destinație Specială “Fulger. Un control financiar intern efectuat în aprilie 2000 a constatat că prin actiunile comandantului Papuc, în perioada mai–decembrie 1997, statului i s–a adus un prejudiciu de 360.000 lei, prin majorarea soldelor.
- Dispariția de acte contabile și salarizarea unor persoane care nu figurau pe listele de personal ale aceleiași Brigăzi. Controlul financiar intern din aprilie 2000 a constatat că, în perioada 1995–1997, la Brigada cu destinație specială "Fulger", 10 persoane care nu figurau pe listele de personal își ridicau regulat salariul, aducând astfel un prejudiciu instituției de 137.400 de lei. Controlul financiar nu l-a putut învinui, deoarece ulterior o parte dintre documentele contabile pe anii 1995–1997 au dispărut.
- Dublarea salariilor, prin acordare de prime suplimentare. Astfel, în perioada februarie 1998 — decembrie 1999, conducerea Brigăzii "Fulger" și–a atribuit prime și stimulente, ridicând lunar câte doua retribuții de pe liste diferite.
- Furt din rația soldaților. În perioada 1997-2000, au avut loc delapidări de fonduri și la capitolul achiziția produselor alimentare pentru Brigada "Fulger".

În baza acestor concluzii, în anul 2000 i s-a deschis lui Gheorghe Papuc un dosar penal, în calitate de probe servind rezultatele controlului respectiv. Prejudiciul calculat s-a ridicat conform raportului comisie de control la suma de 360.000 lei. Dosarul nu a fost soluționat nici până în prezent, nici una dintre persoanele cu funcții de răspundere acuzate de aceste delapidări nefiind sancționată.
O altă acuzație i s-a dus în anul 2005 de către mass-media din Republica Moldova conform căreia, ministrul Papuc și–a dobândit actele de studii superioare prin acte de corupție, diploma sa universitară fiind falsă. Ministrul Papuc nu a prezentat niciodată presei actele sale de studii, refuzând să comenteze.
Un alt scandal a izbucnit imediat după ce, la 9 octombrie 2006, maiorul de poliție Constantin Domnișor și familia sa au devenit ținte ale unei tentative de asasinat în urma unei explozii cu grenadă. Domnisor afirmă că tentativa a fost organizată în urma deconspirării de către acesta a unor ilegalități comise de Ministerul Afacerilor Interne la repartizarea de locuințe pentru ofițeri. El a afirmat că atunci când a insistat să obțină un apartament de la stat, a descoperit că pe numele său fusese deja repartizată o locuință. Maiorul declară, că după aflarea de către el a acestor informații, a fost amenințat cu răfuiala chiar de ministrul de Interne, Gheorghe Papuc.

### Condamnarea și achitarea
Pe 19 ianuarie 2015 Gheorghe Papuc a fost condamnat de către Curtea de Apel Chișinău la 4 ani de închisoare cu executare în dosarul „7 aprilie”, pentru neglijență în serviciu, soldată cu decesul lui Valeriu Boboc, și abuz în serviciu, soldat cu urmări grave. Deși a fost condamnat, el a fost lăsat să plece liber din sala de judecată. Din primele zile el era căutat doar de poliția capitalei iar din 29 ianuarie 2015, printr-o hotărâre a Judecătoriei Sectorului Centru, a fost dat în căutare națională, decizie care a fost contestată de avocatul său și abia pe 17 februarie 2015 Gheorghe Papuc a fost dat în căutare națională printr-o decizie irevocabilă a magistraților de la Curtea de Apel. Cu toate acestea, presa încă din 20 ianuarie anunța dispariția sa, iar la 6 februarie „Ziarul NAȚIONAL” publica că Papuc a plecat din țară chiar în seara zilei în care a fost condamnat de Curtea de Apel Chișinău și că acesta a ajuns în regiunea transnistreană pe la Dubăsari, fiind reținut de poliția transnistreană la granița cu Ucraina. În articol se mai menționa că grănicerii separatiști i-au cerut bani în schimbul eliberării sale, iar Gheorghe Papuc ar fi scăpat de ei abia după ce „și-a telefonat prietenii de la Moscova”.
Gheorghe Papuc este și cetățean al Federației Ruse, unde a activat anterior mai mulți ani în cadrul structurilor Ministerului Afacerilor Interne de la Moscova, până la numirea sa în funcția de ministru la Chișinău, în 2002.
După ce Ministerul de Interne a trimis un demers către Interpol pentru ca Papuc să fie dat în căutare internațională, la 31 martie (2015) Interpol a anunțat că refuză să-l dea în căutare internațională pe Papuc, pe motiv că ar figura într-un dosar politic.
Pe 30 iunie 2015, Curtea Supremă de Justiție a emis o decizie prin căre lui Gherghe Papuc i-a fost schimbată pedeapsa cu închisoare pe o amendă penală în mărime de 20 de mii de lei. În aceste condiții, mai multe organizații ale societății civile printre care Amnesty International Moldova, Promo-LEX, Centrul de Resurse Juridice din Moldova și RCTV Memoria, au semnat un apel în care declară că nu sunt de acord cu decizia Curții Supreme de Justiție, prin care fostul ministru de Interne, Gheorghe Papuc, a fost scutit de închisoare.
Reîntors în țară, la începutul lui iulie 2015, Papuc a declarat: „Nu mă consider vinovat. Dacă mi s-ar întâmpla încă o dată asemenea evenimente, noi avea să procedăm la fel.” Papuc a mai declarat că „nu s-a ascuns de poliție” și în tot acest timp cât a fost căutat de poliție el a stat acasă fiind în așteptarea deciziei Curții Supreme de Justiție.